# Todea papuana
Todea papuana är en safsaväxtart som beskrevs av Elbert Hennipman. Todea papuana ingår i släktet Todea och familjen Osmundaceae. Inga underarter finns listade.